# Neuquen Aerodrome
Neuquen Aerodrome är en flygplats i Argentina.   Den ligger i provinsen Neuquén, i den sydvästra delen av landet, 1 000 km sydväst om huvudstaden Buenos Aires. Neuquen Aerodrome ligger 272 meter över havet.
Terrängen runt Neuquen Aerodrome är huvudsakligen platt. Neuquen Aerodrome ligger nere i en dal. Runt Neuquen Aerodrome är det ganska glesbefolkat, med 50 invånare per kvadratkilometer.. Närmaste större samhälle är Neuquén, 8,3 km öster om Neuquen Aerodrome.
Runt Neuquen Aerodrome är det i huvudsak tätbebyggt.